# UFC Fight Night: Gustafsson vs. Smith
UFC Fight Night: Gustafsson vs. Smith (también conocido como UFC Fight Night 153 o UFC on ESPN+ 11) fue un evento de artes marciales mixtas producido por Ultimate Fighting Championship que se llevó a cabo el 1 de junio de 2019 en el Ericsson Globe en Estocolmo, Suecia.

## Historia
El evento estelar contó con un combate de peso semipesado entre el local Alexander Gustafsson y Anthony Smith.
Luigi Vendramini fue programado para enfrentar a Nick Hein en el evento. Sin embargo, Vendramini se retiró de la pelea a finales de abril por una lesión de rodilla que necesitaba cirugía. Hein permaneció en la cartelera y enfrentó a Frank Camacho.
Una pelea de peso wélter entre Bartosz Fabinski y Sergey Khandozhko fue programada para el evento. Sin embargo, el 24 de mayo de 2019 se informó que Fabinski había sido retirado del combate por una lesión y fue reemplazado por el recién llegado  Rostem Akman.
Volkan Oezdemir enfrentaría a Ilir Latifi en el evento. Sin embargo, Latifi se retiró del combate dos días antes del evento por una lesión de espalda y la pelea fue cancelada.

## Premios extras
Los siguientes peleadores recibieron $50,000 en bonos:
- Pelea de la Noche: No acordado
- Actuación de la Noche: Anthony Smith, Aleksandar Rakić, Makwan Amirkhani, y Leonardo Santos